# 法兰西岛号列车
法兰西岛号（法語：Île de France）是曾运营于法国巴黎至荷兰阿姆斯特丹间一班长途列车所使用的名称，由法国国家铁路、比利时国家铁路及荷兰铁路在1957年至1995年间共同开行。其命名源自以巴黎为中心的法兰西岛，这是法国的22个大区之一。列车曾先后被纳入全欧快车（TEE）和欧城列车（EC）等类别，直至1995年被大力士高速列车（Thalys）所取代。

## 全欧快车
法兰西岛号是全欧快车网络在设立初期，于巴黎－布鲁塞尔－阿姆斯特丹这条繁忙的线路上由法国运营的列车。自1957年6月2日起，这条线路共提供3班全欧快车服务。其中青鸟号仅在巴黎至布鲁塞尔区间运行，另一班北方之星号则往返于阿姆斯特丹至巴黎。这两班列车均将原有的服务升级至仅设一等车厢等级的全欧快车类别，并分别由比利时国家铁路和荷兰铁路运营维护。法兰西岛号是作为北方之星号的“镜像”班次被引入，后者于早晨在阿姆斯特丹发车并在晚餐前返抵阿姆斯特丹。为了使巴黎也有一个早晨发车、并在晚上从阿姆斯特丹返抵的全欧快车，法兰西岛号应运而生。

### 机车车辆
法国国家铁路最初使用RGP825型柴联车担当法兰西岛号的运营任务。与此同时，法国也开始发展由机车牵引全欧快车车厢和搭载多电压制式电力机车的技术。能兼容欧洲四种主流铁路系统电压的全欧快车动车组于1961年由瑞士率先推出，法国则在1964年推出了它们的CC 40100型电力机车。1964年5月31日，法兰西岛号成为首班使用这款机车并搭配专为这条线路订造的全新PBA（即巴黎、布鲁塞尔及阿姆斯特丹的首字母缩写）型不锈钢车厢的列车。至1964年8月2日，由法国国家铁路及比利时国家铁路在这条线路上运营的所有全欧快车均已改用PBA型车厢。这一编组模式一直沿用至1995年巴黎－布鲁塞尔间开行高速列车后而被取代。然而，它们曾在1983年和1987年进行过一些改动，当时的编组被重新加入二等车厢，并在车窗上方漆以绿色的条纹，以便与一等车厢的红色条纹作区分。

### 时刻表
法兰西岛号在整个全欧快车时期的运营时刻几乎保持不变，尽管其曾在1984年将运营线路缩短至巴黎－布鲁塞尔区间。以下为列车在1971年的夏季时刻表：
| TEE86次 | TEE86次 | 停靠站         | TEE81次 | TEE81次 |
| 里程    | 时刻    | 停靠站         | 时刻    | 里程    |
| ------- | ------- | -------------- | ------- | ------- |
| 0       | 18:02   | 阿姆斯特丹     | 12:28   | 543     |
| 63      | 18:40   | 海牙           | 11:46   | 480     |
| 86      | 18:56   | 鹿特丹         | 11:29   | 457     |
| 144     | 19:33   | 罗森达尔       | 10:50   | 399     |
| 183     | 19:57   | 安特卫普       | 10:25   | 360     |
| 227     | 20:26   | 布鲁塞尔（北） | 09:55   | 316     |
| 233     | 20:32   | 布鲁塞尔（南） | 09:43   | 310     |
| 543     | 23:04   | 巴黎           | 07:23   | 0       |

## 欧城列车
与其它在同一线路运营的全欧快车一样，法兰西岛号于1987年被纳入欧城列车类别，并开始搭载二等车厢。1993年5月23日，法兰西岛号开始重新以全欧快车的名义执行巴黎－布鲁塞尔的一站直达列车服务，这是在法國高速鐵路北線在建成前所提供的过渡性服务。当后者于1995年1月23日建成后，法兰西岛号撤销了南行车次（布鲁塞尔－巴黎）；而当大力士高速列车在同年5月26日投入运营后，北行车次也宣告停运。

## 脚註
1. ↑  UIC 1972，第8頁.
2. ↑  Hajt 2001，第102頁.
3. ↑  Mertens & Malaspina 2007，第169頁.
4. ↑  Mertens & Malaspina 2007，第114頁.
5. ↑  Werbeamt der DB 1971，第13頁.
6. ↑  Mertens & Malaspina 2007，第171頁.
7. ↑  Mertens & Malaspina 2007，第404頁.
8. ↑  Mertens & Malaspina 2007，第405頁.